# Regionala CFR Timișoara
Regionala CFR Timișoara este una din cele opt regionale ale CFR. Are sediul central pe Bulevardul Republicii 25.
Regionala de Căi Ferate Timișoara deservește județele din Vestul României: Timiș, Arad, Hunedoara, Bihor, Caraș-Severin și Mehedinți.